# Біловежі Перші
Білове́жі Перші — село в Україні, у Бахмацькій міській громаді Ніжинського району Чернігівської області. Первісні назви — Кочубеївський хутір, Кочубейщина, Кочубеївка, Білі Вежі. Населення села становить 462 особи (2006 рік). До 2020 центр сільської ради, якій були також підпорядковані населені пункти Біловежі Другі, Вишнівське, Зарукавне, Зеленівка, Кальчинівка, Круглолугівка.

## Географія
Село Біловежі Перші розташоване на сході Ніжинського району  і  знаходиться за 18 км від центру громади та за 4 км від залізничної станції Григорівка. Середня висота над рівнем моря – 141 м.

## Історія
Недалеко від села знаходиться давньоукраїнське городище Біла Вежа. Про фортецю Біла Вежа вперше згадується в 1085 році. За легендою київський князь Святослав захопив у хазар на Дону місто Саркел (Біла Вежа). Полонених поселив у верхів'ях річки Остер і заснував тут фортецю, яку поселенці назвали Білою Вежею в пам’ять про свою батьківщину. Біловежівське укріплення мало земляний вал, який тягнувся на 4 км, а всередині знаходився замок. Зруйнована монголо-татарами у 1239 році і більше не відбудовувалась.
Засновниками села були Кочубеї. Село згадується як хутір Кочубеївський в першій половині XVIII століття. Ним володів Василь Васильович Кочубей, полковник Полтавський. Хутір успадкував його син Павло, статський радник (1784), помер 1786 року.  Далі село Білі Вежі згадується як власність Василя Васильовича Кочубея, брата Павла, маршала дворянства Глухівського повіту (1772-1779), помер до 1792 року. До реформи 1861 року землями та кріпаками села володів Олександр Васильович Кочубей (1788-1866), дійсний таємний радник.
Селянське життя було важким. Кріпаки працювали на пана весь час, і лише один день на тиждень на себе. З заходу на схід вздовж притоки Остра тягнувся дубовий ліс до станції Григорівка, який належав О.В. Кочубею. Перед реформою 1861 року він продав ліс Стояновському, а той перепродав ліс заможним селянам. Ліс був вирубаний.
Церква святого благовірного великого князя Олександра Невського — дерев'яна, побудована в 1856 році, земська школа побудована в 1904 році.
В XIX столітті власницьке село Білі Вежі входило до складу Голінської волості Конотопського повіту. 1859 року в  Білих Вежах мешкало 829 осіб (435 осіб чоловічої статі та 394 — жіночої), налічувалось 133 дворових господарства.
На мапі Шуберта 1868 року вказано дві назви села: Біловежі і Кочубейщина.
В 1885 році в бувшому власницькому селі Білі Вежі налічувалося 1022 жителі, 198 дворів, діяли школа, 2 заїжджих двори і лавка.
За переписом 1897 року в селі мешкало 1353 особи (669 осіб чоловічої статі та 684 — жіночої), з них 1321 особа православного віросповідання. В селі проживало також кілька німецьких сімей (Міллери, Ольденбургери, Шпрінери).
В 1901 році населення села зросло до 1843 осіб (929 осіб чоловічої статі та 914 — жіночої). Найбільшим землевласником на селі був поміщик Михайло Миколайович Кочубей, в 1903 році він мав 1529 десятин землі. Через значне зростання населення і нестачу земель з кінця XIX століття відбувалося переселення селянських родин у східні райони Російської імперії.
Мешканці села Білі Вежі брали активну участь у революційних подіях 1905-1906 років. В статті Дроздова «Крестьянские союзы на Черниговщине в 1905-1906 гг.» друкувалися історичні замітки, у яких наводяться такі дані: «В селі Рундивізія у фельдшера Грекова було знайдено 44 постанови І з'їзду представників сіл Борзенського повіту» про підтримку селянами Всеросійського селянського союзу.
У січні-лютому 1918 року село знаходилося під владою більшовиків, які захопили прилеглі до залізниці райони Чернігівщини під час наступу війська М.Муравйова на Київ. У березні 1918 року більшовиків витіснили війська кайзерівської Німеччини, які ввійшли в Україну за Брест-Литовським мирним договором.
Потім село знаходилося під владою Центральної Ради Української Народної Республіки (до кінця квітня 1918 року), Гетьманату Української Держави Павла Скоропадського (до листопада 1918 року) і Директорії УНР (до січня 1919 року). В лютому 1919 р. Чернігівщину захопили більшовики, які у кінці серпня 1919 року відступили під натиском Добровольчої армії генерала Антона Денікіна. Більшовики повернулися в грудні 1919 року, вже остаточно.
Землі поміщика М.М. Кочубея поділили в 1921 р., на селянське господарство виділялося 10 десятин землі.
У 1923 році була проведена територіальна реформа, за якою Білі Вежі ввійшли до Дмитрівського району Конотопської округи і стали центром Біловезької сільської ради, у яку входив хутір Зарукавний. На 1924 рік чисельність населення у Білих Вежах дещо зменшилася, проживало 1707 осіб, було  346 дворових господарств .
З літа 1929 року почалася колективізація селянських господарств, у селі було створено колгосп, який називався «Шлях Леніна».
Село постраждало від Голодомору 1932-1933 років, померло 64 особи.
Після створення в 1932 році Чернігівської області село залишалося у складі Дмитрівського району і називалося Білі Вежі № 1.
Під час сталінських репресій 1937-1938 років були засуджені до розстрілу жителі села Калач Мойсей Антонович, листоноша, і Міллер Людвіг Генріхович, колгоспник, а Лагута Митрофан Кузьмович, колгоспник, отримав 8 років концтаборів.
Німецька окупація села тривала з 14 вересня 1941 року до 13 вересня 1943 року. Село звільняли бійці 2-ї гвардійської повітряно-десантної дивізії 18-го гвардійського стрілецького корпусу 60-ї армії.
На фронтах ІІ Світової війни загинули 139 жителів села.
В червні 1945 року село Білі Вежі № 1 переіменували в Біловежі Перші, а Біловезька сільрада № 1 стала називатися Біловежівською Першою.
У грудні 1962 року Дмитрівський район був ліквідований, і село Біловежі Перші ввійшло до складу Бахмацького району.
12 червня 2020 року, відповідно до розпорядження Кабінету Міністрів України № 730-р «Про визначення адміністративних центрів та затвердження територій територіальних громад Чернігівської області», увійшло до складу Бахмацької міської громади.
19 липня 2020 року, в результаті адміністративно-територіальної реформи та ліквідації Бахмацького району, село увійшло до складу Ніжинського району Чернігівської області.

## Сучасний стан
Храмове свято — 12 вересня, у день церковної пам'яті св. кн. Олександра Невського. Храм на честь святого існував у селі до часів комуністичної окупації.

## Пам'ятки
У селі є братська могила 4 радянських воїнів, які загинули при боях за село у вересні 1943 р. і пам'ятний знак 139 воїнам-одоносельчанам, які загинули в роки Другої світової війни у 1941–1945 роках (1970).